# Périphérine
La périphérine est une protéine de filament intermédiaire spécifique du système nerveux périphérique. On vient d'établir la spécificité, la nature et la régulation de celle-ci. En biologie du développement, on s'attache à étudier son expression et les mécanismes moléculaires à l'œuvre dans son contrôle. 
Michel Escurat, Françoise Landon et Marie-Madeleine Portier, auteurs de La périphérine nouvelle protéine de filament intermédiaire spécifique du système nerveux périphérique, ont recueilli le sérum de malades atteints de certaines neuropathies périphériques présentant des anticorps anti-périphérine .